# Joseph Acaba
Joseph Acaba (født 17. maj 1967 i Inglewood, California) er NASA astronaut og har fløjet en rummission. Acaba var 1. missionsspecialist på rumfærge-flyvningen STS-119 til Den Internationale Rumstation marts 2009.